# یعسوب‌الدین رستگار جویباری
یعسوب‌الدین رستگار جویباری مشهور به رستگاری (زادهٔ کلا در شهرستان جویبار مازندران در ۱۳۱۹ خورشیدی) از فقه‌آموختگان و مفسران قرآن حوزهٔ علمیهٔ قم است. او تاکنون چند بار به دلیل مخالفت با ولایت فقیه و همچنین نگارش کتاب «حقیقت وحدت در دین» بازداشت و زندانی شده‌است. وی مخالف نظریه وحدت اسلامی است و انتشار کتاب او در این باره که حامی مطالبی پیرامون اهل سنت بود به تنش در مناطق سنی نشین انجامید. او همچنین با بندهای د و ج قانون حفاظت و توسعه صنایع ایران مصوب شورای انقلاب مخالف است.

## زندگی‌نامه
ابومحمد یعسوب‌الدین فرزند میرزا احمد فرزند محمدصادق فرزند محمد، اصالتاً اهل کلاگرمحله (کوزه‌گر) محله‌ای از محلات شهرستان جویبار مازندران است و در سال ۱۳۱۹ خورشیدی زاده شد.

### تحصیلات
او پس از تحصیل کلاس ششم ابتدایی عازم مشهد شد و ادبیات را از ادیب نیشابوری فرا گرفته و تمام دروس سطح را با تدریس در مدت پنج سال در مدرسه خیرات خان و استفادهٔ تفسیر و روایت و اخلاق از حاج میرزا حبیب‌الله گلپایگانی و شرکت درس خارج سید هادی میلانی به پایان رساند و به قم عزیمت کرد و از محضر سید محمدکاظم شریعتمداری و سید محمدرضا گلپایگانی و سید محمد محقق داماد و سید محمد صادق روحانی و میرزا هاشم آملی تا سال ۱۳۵۵ شمسی استفاده نمود. وی خود را در صفحه اول سایت خویش «استاد المحققین و رئیس المفسرین» نامیده‌است.
ازشاگردان وی میتوان به شیخ مصطفی براتی خراسانی  مولف ومحقق علوم اسلامی اشاره نمود
تفسیر البصائر
او به ادعای خودش، در تمام دوران تحصیلات سطح و خارج و حتی تعطیلات به کار نوشتن «تفسیر البصائر» و کتب دیگر اشتغال داشت. سپس تفسیر را در چهل جلد مسوده (پیش‌نویس) و به صورت شصت جلد مبیضه درآورد که در سال ۱۳۵۶ شمسی شروع به طبع آن نموده و تا سال ۱۳۶۴ شمسی بیست و یک جلد آن به طبع رسید. و چند سالی به علل عدم امکانات ادامهٔ طبع آن متوقف ولی در سال ۱۳۶۹ شمسی جلد پنجاه و هشتم آن نیز از طبع خارج و هم‌اکنون به طبع مجلدات دیگر اشتغال دارد. همچنین وی بعد از نوشتن «تفسیر البصائر» مدعی شد که «چنانچه می‌دانست اجل مهلت می‌داد هر آیه از قرآن کریم را در یک جلد تفسیر می‌کرد». در همین حال و برای پاسخگویی به اشکال مخالفین بر این مطلب؛ سورهٔ والعصر را در سه جلد بنام «تفسیر سورهٔ والعصر یا منشور جهانی دین مبین اسلام» به قلم تفسیر درآورد.

## تالیفات
تألیفاتش از قرار زیر است:
- تفسیر البصائر
- مفتاح البصائر
- تبصره البصائر
- حماسه‌ای از تفسیر البصائر
- حبل‌المتین من فقه آل یاسین
- خلاصه الاصول
- تبویب عناوین نهج‌البلاغه
- روحانیت و روحانی
- اصول پنجگانهٔ دین مبین اسلام
- فروع ده‌گانهٔ دین مبین اسلام
- ابوالفضل العباس حامی ولایت و مظهر شهامت و استقامت
- خاطرات هزار و یکصد و شصت روزه
- مازندران پس از طوفان نوح تاکنون

## دستگیری‌ها
رستگار جویباری برای اولین بار در ۱۳۶۲ به دلیل انتشار مطلبی در انتقاد از نظریهٔ ولایت فقیه بازداشت شد و به گفتهٔ فرزندش شش ماه در زندان انفرادی بوده‌است. او برای دومین بار به گفته فرزندش در سال ۱۳۶۵ به دلیل برگزاری مراسم برای درگذشت سید محمدکاظم شریعتمداری بازداشت شد. در نهایت در سال ۱۳۸۳ نیز او به دلیل نگارش کتاب «حقیقت وحدت در دین» بازداشت شد و به زندان رفت. دادسرای ویژهٔ روحانیت علت بازداشت جویباری را «توهین به مقدسات و باورهای بنیادی اهل سنت» اعلام کرد. این کتاب در بیست هزار نسخه منتشر شد.